# Aratorés
Aratorés ist ein spanischer Ort in den Pyrenäen in der Provinz Huesca der Autonomen Gemeinschaft Aragonien. Aratorés gehört zur Gemeinde Castiello de Jaca und liegt drei Kilometer nördlich davon. Das Dorf, das 41 Einwohner im Jahr 2015 hatte, befindet sich auf 1021 Meter Höhe.

## Geschichte
Der Ort wurde Ende des 11. Jahrhunderts erstmals urkundlich erwähnt.

## Sehenswürdigkeiten
- Romanische Pfarrkirche San Juan Bautista aus dem 12. Jahrhundert

## Weblinks

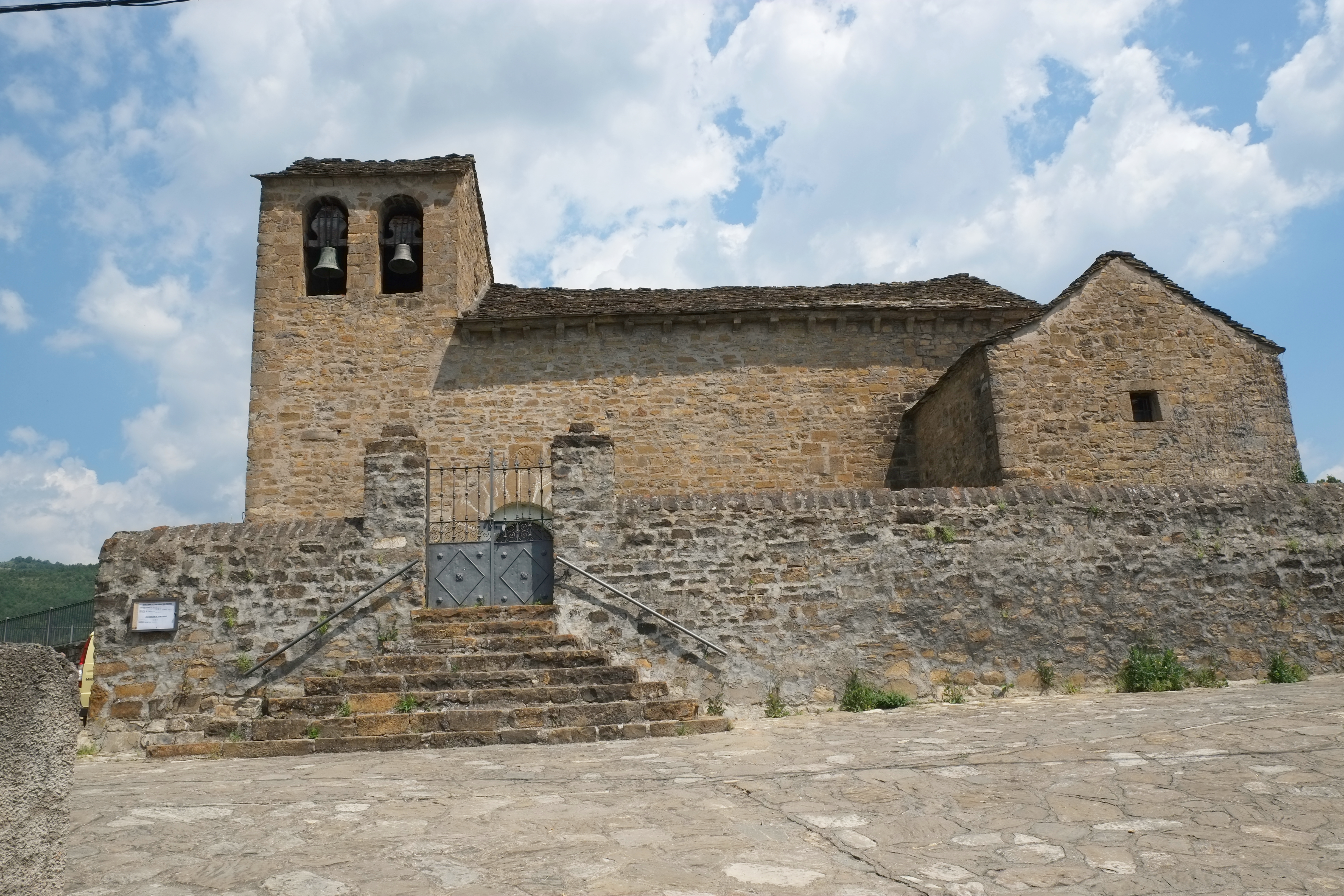
Kirche San Juan Bautista